# Kata Tüttő
Kata Zsuzsanna Tüttő (Budapest, 28 de febrero de 1980) es una política húngara que ha sido teniente de alcalde de Budapest desde 2019 y 2024.Desde 2019 es miembro General de la Asamblea de Budapest y desde 2025 es la presidenta del Comité Europeo de las Regiones.

## Biografía
Sus padres son István Tüttő, Zsuzsanna Oláh, y fue pareja del empresario Tamás Leisztinger, con el que tuvo dos hijos, los cuales son suyos.
Comienza a estudiar en la Escuela de Charlottesville, en Virginia, EE. UU., Después tras mudarse de casa, se marchó a estudiar a la escuela Primaria de la calle Alkotás y luego, dede 1994 a 1998, fue alumna de la Escuela Primaria y Secundaria Tamási Áron en Budapest, donde realizó el examen de fin de estudios secundarios. Se unió al Partido Socialista antes de graduarse de la escuela secundaria.
En los años 1998 y 2003, obtuvo una licenciatura en Economía en la Facultad de Finanzas y Contabilidad de Budapest, con especialización en finanzas e instituciones financieras.
En 2005 se graduó en el Colegio de Relaciones Internacionales King Zsigmond, especializándose en Estudios Europeos
Entre 2005 y 2010, estudió en la Universidad Corvinus de Budapest, Facultad de Economía, especializándose en análisis de mercados, con una especialización en economía de la salud y análisis de tecnología, donde obtuvo una maestría en economía.
Se unió al Partido Socialista Húngaro en 1997. En 1998 se convirtió en miembro del 12.º Congreso de Budapest, comité de Juventud, Cultura y Deporte del Municipio Distrital, y desde 1998 es miembro de la presidencia del XII Partido Socialista de Hungría, organización distrital y, a partir del año 2000, el departamento económico del partido. En 2001 se convirtió en miembro del Consejo de Budapest del Partido Socialista Húngaro. Entre 2002 y 2014 fue representante del Ayuntamiento de Budapest.

## Reconocimientos
En 2023, Forbes la nombró como la novena mujer húngara más influyente de la vida pública.

## Referencías
1. ↑  «A Fidesz kivonult, az ellenzéki összefogás néhol megrezgett a Városházán» (en magyar). index.hu.
2. ↑  «Ez a két nő és öt férfi küzd a Hegyvidék polgármesteri székéért» (en húngaro).
3. ↑  «Tüttő Kata - A legbefolyásosabb magyar nők 2023 – közélet». Forbes.hu (en húngaro). Archivado desde el original el 30 de abril de 2023. Consultado el 30 de abril de 2023.

- Datos: Q21674406
- Multimedia: Kata Tüttő / Q21674406